# 畢鸞
畢鸞（1404年—？），字沖霄，直隸真定府井陘縣人，民籍。明朝政治人物。同進士出身。

## 生平
正統六年（1441年）辛酉科順天府鄉試第十三名。正統七年（1442年）聯捷壬戌科會試第七十名，殿試登進士第三甲第四十三名。授福建道監察御史，歷山西湖廣參議。

## 家族
曾祖畢誠。祖父畢思中。父亲畢貴，曾任莒州學正。